# Хоуп Соло
Хоуп Амелија Соло (енгл. Hope Amelia Solo; 30. јул 1981) је бивша америчка фудбалерка која је играла на позицији голмана. Играла је за репрезентацију САД до 2016. године.

## Каријера
После факултета почела је професионално да игра фудбал, прво за клуб Филаделфија Чарџ а касније је играла у европским клубовима. За игру у европским клубовима је изјавила: Играла сам у Европи и то је било сјајно искуство, не само због мојих суиграча и тренера које смо имали, већ због навијача и самог града - играла сам у Гетеборгу и играла сам у Лиону и фудбал је био свуда. У то време у мом животу, то је заиста покренуло моју каријеру и стварно ми је помогло да се пронађем као особа и играч. 
Од 2009. је била у клубу Сент Луис Атлетика и у тој сезони је тим осигурао плејоф. Те исте године је добила награду за најбољу играчицу у лиги што је највеће признање.
Следеће године се придружила клубу Атланта Бит где је укупно одиграла 22 утакмице и имала 104 одбране. Септембра исте године је због повреде рамена ишла на операцију.
У клубу Меџик Џек није играла превише због опоравка од операције те је имала само 4 наступа.
Године 2012. је потписала уговор са клубом Сијетл Саундерс Вумен где је играла мали број утакмица због припрема у репрезентацији за Летње олимпијске игре 2012.
Следеће године, 2013. је прешла у клуб Сијетл Рејн међутим имала је операцију због повреде шаке и пропустила је већи део сезоне. Годину дана касније је прешла у Манчестер Сити на позајмицу и играла само једну сезону у Енглеској. У сезони 2014 је играла у 20 утакмица а у сезони 2016. у само 8 због суспендовања.

## Репрезентација
Године 2007. је била у стартној постави за Светско првенство али није играла у свим утакмицама због одлуке тренера да убаци старију саиграчицу у важнијим утакмицама.
Следеће године на Летњим олимпијским играма 2008. године, била је заслужна за освајање златне медаље пошто је у финалу одбранила све нападе Бразилки.
Наступала је са репрезентацијом и на Светском првенству 2011. године где су изгубиле у финалу од Јапана. Соло је на том првенству освојила награду за најбољег голмана.
Пре почетка Летњих олимпијских игара 2012. године, Соло је добила упозорење од Антидопинг агенције пошто су јој на контроли урина нашли канренон. Она је то негирала и све је прошло само са опоменом. Ипак је учестовала на тим Олимпијским играма. Била је заслужна за освајање злата јер је у 82. минуту одбранила шут Јапанке у финалу.
На Светском првенству 2015. године је играла свих 7 утакмица где су освојиле злато.
Соло је изазвала скандал на Летњим олимпијским играма 2016. када је противнице назвала кукавицама Из тог разлога је суспендована 24. августа 2016. и није могла да игра у репрезентацији 6 месеци. Те године се и пензионисала наводећи ту суспензију као убрзавање њене оставке.